# Heptatoniek
Men spreekt van heptatoniek wanneer een octaaf in zeven verschillende toonhoogten is verdeeld. Een heptatonische toonladder is dus een muzikale verdeling van het octaaf in zeven verschillende tonen. 
Onder de bekendste heptatonische ladders kent men de diatonische, (op grondtoon C is dit dus C, D, E, F, G, A, B en weer C), de melodisch stijgende mineurladder (C, D, Es, F, G, A, B en weer C), de melodisch dalende mineurladder (C, D, Es, F, G, As, Bes en weer C), de harmonische mineurladder (C, D, Es, F, G, As, B en weer C) 
Dit betreft gangbare majeur- en mineur-toonladders, maar ook de oude Kerktoonladders en  Zigeuner- en Balkanladders
en de diverse ladders met afwijkende alteraties (de Byzantijnse, Hongaarse, zigeuner, of Egyptische ladders).
De klassieke theorie in Zuid-India (Carnatische muziek) postuleert 72 melakarta, zeven-tonige laddertypes, terwijl de Hindoestaanse klassieke muziek 12 of 10 zeventonige ladders kent (afhankelijk van de schrijver), die that worden genoemd.